# Hati
Hati (auch Hate, altnordisch für: „Hass“ oder „Feind“) ist in der nordischen Mythologie ein Wolf, der den Mond verfolgt. 
Er stammt nach der Edda von Fenrir (dem Fenriswolf) und der Riesin Gyge ab, welche ihn im Wald Jarnwid zur Welt brachte. Sein Zwillingsbruder Skalli verfolgt die Sonne. Hati jagt den Wagen des Mondgottes Mani über den Himmel und treibt so den Mond zur Eile an. Am Tag des Weltunterganges (Ragnarök) werden die Wölfe die Gejagten einholen und packen. Der Mondhund Managarm wird den Mond verschlingen, das verspritzte Blut wird die Sonne verdunkeln.